# Tom Mason
Pour les articles homonymes, voir Mason.
Tom Mason, de son vrai nom Thomas R. Mason (29 avril 1920 – 1er décembre 1980), était le chiropraticien de la femme du réalisateur Ed Wood.

## Biographie
Il est engagé par celui-ci pour remplacer Béla Lugosi dans le rôle de l'homme-goule de Plan 9 from Outer Space. Wood trouvait que le haut de son crâne ressemblait à celui de Lugosi (opinion d'ailleurs non partagée par le reste de l'équipe du film) et lui a fait jouer toutes ses scènes avec le bras devant le bas du visage.
Il est producteur associé de deux autres films d'Ed Wood, Final Curtain (1957) et Night of the Ghouls (1959), et jouera également un rôle dans ce dernier.